# Воко (Вісконсин)
Воко (англ. Waukau) — переписна місцевість (CDP) в США, в окрузі Віннебаґо штату Вісконсин. Населення — 302 особи (2020).

## Географія
Воко розташоване за координатами 43°59′5″ пн. ш. 88°46′20″ зх. д. / 43.98472° пн. ш. 88.77222° зх. д. (43.984621, -88.772119).  За даними Бюро перепису населення США в 2010 році переписна місцевість мала площу 3,59 км², з яких 3,56 км² — суходіл та 0,03 км² — водойми.

## Демографія
Згідно з переписом 2010 року, у переписній місцевості мешкало 255 осіб у 116 домогосподарствах у складі 80 родин. Густота населення становила 71 особа/км².  Було 122 помешкання (34/км²).
Расовий склад населення:
| - 98,4 % — білих - 1,2 % — чорних або афроамериканців |

До двох чи більше рас належало 0,4 %. Частка іспаномовних становила 0,4 % від усіх жителів.
За віковим діапазоном населення розподілялося таким чином: 18,4 % — особи молодші 18 років, 63,6 % — особи у віці 18—64 років, 18,0 % — особи у віці 65 років та старші. Медіана віку мешканця становила 46,4 року. На 100 осіб жіночої статі у переписній місцевості припадало 93,2 чоловіків;  на 100 жінок у віці від 18 років та старших — 103,9 чоловіків також старших 18 років.
Середній дохід на одне домашнє господарство  становив 64 646 доларів США (медіана — 56 071), а середній дохід на одну сім'ю — 76 391 долар (медіана — 75 833). Медіана доходів становила 51 250 доларів для чоловіків та 38 571 долар для жінок. За межею бідності перебувало 3,8 % осіб, у тому числі 4,3 % дітей у віці до 18 років та 18,8 % осіб у віці 65 років та старших.
Цивільне працевлаштоване населення становило 180 осіб. Основні галузі зайнятості: виробництво — 30,0 %, освіта, охорона здоров'я та соціальна допомога — 27,8 %, транспорт — 8,3 %, публічна адміністрація — 7,2 %.